# Плунжер
Плунжер (от англ. plunge — нырять, погружаться) — вытеснитель или поршень цилиндрической формы, длина которого намного больше диаметра.

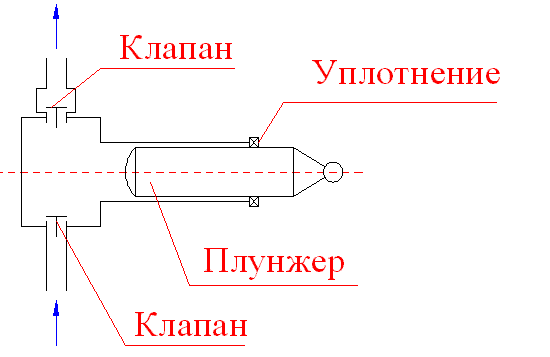
Плунжер

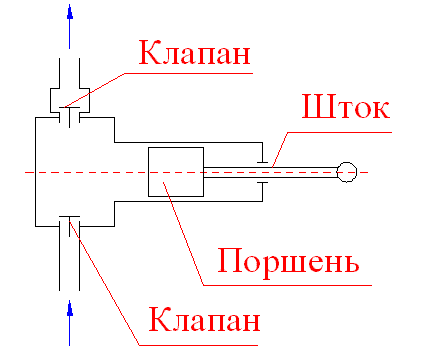
Поршень

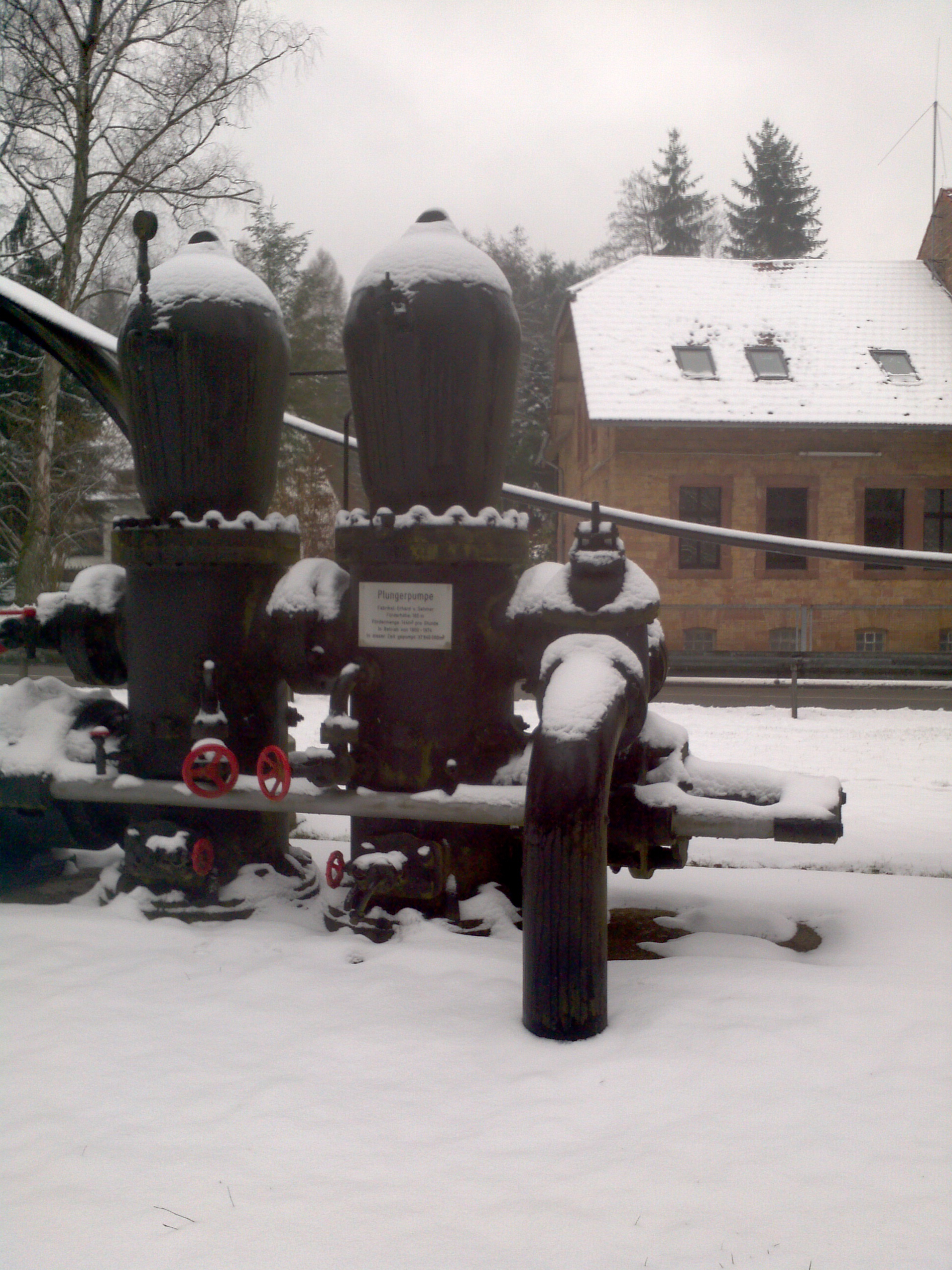
Плунжерный насос водонасосной станции (Германия)

В отличие от поршня уплотнитель располагается на цилиндре и при совершении плунжером возвратно-поступательного движения движется по поверхности плунжера. Плунжеры используются главным образом в гидравлических аксиально-плунжерных, радиально-плунжерных гидромашинах, а также в плунжерных насосах. Также в системах подачи топлива дизельных двигателей (топливные насосы высокого давления) получили распространение плунжерные пары.
Плунжерные насосы способны работать при бо́льших давлениях, чем поршневые насосы. Причиной этого является то, что у плунжеров высокая чистота обработки должна присутствовать со стороны внешней цилиндрической поверхности, а у поршневых насосов большее значение имеет более точная обработка внутренней поверхности цилиндра, что технологически осуществить сложнее.
Объём вытесняемой среды напрямую зависит от длины хода плунжера. С помощью изменения этой характеристики насоса происходит регулировка его подачи в промежуток времени.
Точность обработки деталей современных плунжерных и роторно-плунжерных гидромашин столь высока, что зазор между внутренней и внешней цилиндрической поверхностью в плунжерных парах достигает 2-3 мкм.
Давления, которые способны выдерживать плунжерные пары, очень высоки. Так, например, в момент впрыска топлива в дизельных двигателях развиваемое давление в плунжерной паре может достигать 200 МПа.
Также понятие «плунжер» используется в трубопроводной арматуре. В этой области плунжером называется подвижный регулирующий элемент затвора регулирующего клапана, перемещением которого достигается изменение его пропускной способности. В арматуростроении различают игольчатые, тарельчатые и стержневые плунжеры.
«Плунжер» в стрельбе из лука — деталь олимпийского лука, устройство с пружиной, которое позволяет уменьшить изгибание стрелы во время вылета из лука. Плунжер позволяет регулировать положение стрелы на полочке по отношению к тетиве. При помощи регулировки жесткости и положения плунжера производится настройка лука для оптимального вылета стрелы.